# Линг, Лиза
Ли́за Джей Линг-Сонг (англ. Lisa J. Ling-Song; 30 августа 1973, Сакраменто, Калифорния, США) — американская журналистка, телеведущая, актриса, сценаристка и телевизионный продюсер.

## Биография
Лиза Джей Линг родилась 30 августа 1973 года в Сакраменто (штат Калифорния, США) в семье Дуга Линга (род. в 1920-х) и Мэри Мей-ян Линг (Вонг), которые развелись в 1980 году. У Лизы есть младшая сестра — журналистка Лора Линг (род.1976).

## Карьера
Лиза начала свою журналистскую карьеру в 1991 году.
Также Линг является актрисой, сценаристкой и телевизионным продюсером.

## Личная жизнь
С 26 мая 2007 года Лиза замужем за доктором Полом Сонгом , с которым она встречалась год до их свадьбы. У супругов есть две дочери — Джетт Линг Сонг (род.08.03.2013) и Рэй Линг Сонг (род.06.06.2016). В июне 2010 года, ещё до рождения дочери Джетт, Линг перенесла выкидыш, будучи на 7-й недели беременности.